# Conseils citoyens
Les conseils citoyens  sont, en France, des structures indépendantes du pouvoir politique, ayant pour objectif la participation active et directe de l'ensemble des habitants et des acteurs des quartiers, dans l’élaboration et la mise en œuvre des contrats de ville. 
Les conseils citoyens ont été créés par la loi de programmation pour la ville et la cohésion urbaine du 21 février 2014. Les principes généraux qui guident l’action des conseils citoyens — liberté, égalité, fraternité, laïcité et neutralité — sont inscrits dans cette loi.

## Missions
La première mission des conseils citoyens est de favoriser l’expertise partagée en garantissant l’expression des habitants dans leur diversité aux côtés des associations et des acteurs économiques des quartiers prioritaires. 
Ils ont pour objectif de créer un espace favorisant la co-construction par l’élaboration, la mise en œuvre, et l’évaluation des contrats de ville.
Ces lieux d’expression doivent aussi être une source de stimulation et d’encouragement d’initiatives citoyennes.

## Organisation et fonctionnement

### Création
Un conseil citoyen est mis en place dans chaque quartier prioritaire de la politique de la ville, sur la base d’un diagnostic des pratiques et des initiatives participatives et doit élaborer un règlement intérieur ou une charte, s’inscrivant dans le cadre fixé par le contrat de ville et précisant son rôle ainsi que ses modalités d’organisation et de fonctionnement. La loi précise  que "dans chaque commune soumise à l'obligation de création d'un conseil de quartier, le maire peut décider que le conseil citoyen se substitue au conseil de quartier".
À la fin janvier 2017, 1 157 conseils citoyens sont constitués ou en cours de constitution.

### Structure juridique porteuse
C'est le préfet qui donne l'autorisation à une personne morale préexistante, présente dans le quartier, de porter le conseil en assurant son fonctionnement. Il ne peut s'agir d'une collectivité territoriale.

### Composition
Le conseil citoyen est composé, d'une part, d'habitants tirés au sort dans le respect de la parité entre les femmes et les hommes et, d'autre part, de représentants des associations et acteurs locaux. Il n'est pas fixé de nombre minimal ou maximal de membres des conseils citoyens. La recommandation est que le conseil se compose de 15 à 50 membres.

### Budget et moyens matériels
Les conseils citoyens bénéficient de moyens financiers et logistiques. 63 % des conseils citoyens ont bénéficié d'un budget de fonctionnement autour de 3 500 euros en moyenne. Ces moyens peuvent paraître modestes mais semblent à ce stade proportionnés aux besoins des conseils citoyens.

### Formation
En fonction des besoins recensés, des actions de formation des membres du conseil citoyen peuvent être mises en œuvre.

## Analyse et étude des conseils citoyens
Selon le sociologue de l'urbain Thomas Kirszbaum, « les futurs conseils citoyens sont dans la continuité des dispositifs de démocratie participative instaurés depuis 30 ans. » Ils sont la concrétisation du rapport de Marie-Hélène Bacqué et Mohamed Mechmache (« Pour une réforme radicale de la politique de la ville », juillet 2013) commandé par le ministre délégué à la Ville de l'époque, François Lamy.